# اچ‌دی‌ام‌اس سارپن (۱۷۹۱)
اچ‌دی‌ام‌اس سارپن (۱۷۹۱) (به انگلیسی: HDMS Sarpen (1791)) یک کشتی بود که طول آن ۹۴ فوت ۵ اینچ (۲۸٫۸ متر) بود. این کشتی در سال ۱۷۹۱ ساخته شد.